# 사네토 유키
사네토 유키(일본어: 實藤 友紀, 1989년 1월 19일 ~ )는 일본의 축구 선수로 현재 J1리그의 요코하마 F. 마리노스에서 수비수로 활동하고 있으며 2010년 아시안 게임 금메달리스트이다.

## 구단 경력
그는 2011년부터 J리그의 가와사키 프론탈레, 아비스파 후쿠오카, 요코하마 F. 마리노스에서 뛰었다.

## 국가대표팀 경력
그는 2010년 아시안 게임에 참가할 일본 U-23 국가대표팀에 발탁되었으며, 금메달 획득에 기여했다.